# William Logan
William Frederick "Willy" Logan (Saint John, 15 de marzo de 1907-Sackville, 6 de noviembre de 1955) fue un patinador de velocidad canadiense.

## Carrera
A lo largo de su carrera, que comenzó en 1919, ganó seis campeonatos marítimos, dos campeonatos júnior canadiense (en 1921 y 1922), un título intermedio canadiense (1925) y uno superior (1934). Internacionalmente, ganó un evento en Estados Unidos en 1923. Se retiró del deporte después de ganar su campeonato marítimo final en 1936.
Participó en los Juegos Olímpicos de Invierno de 1928 en Sankt-Moritz (Suiza), donde terminó undécimo en el evento de 500 metros, 21º en la competencia de 1500 metros y 29º en el evento de 5000 metros.
Cuatro años más tarde en los Juegos Olímpicos de Invierno de 1932 en Lake Placid (Estados Unidos), ganó la medalla de bronce en el evento de 1500 metros, así como en la competencia de 5000 metros. En el evento de 500 metros terminó quinto. También participó en la competencia de 10000 metros, pero fue eliminado en los heats. Allí se convirtió en la primera persona de Nueva Brunswick en ganar una medalla olímpica. En 1975, fue incluido en el Salón de la Fama del Deporte de dicha provincia.